# Tulio Demicheli
Pour les articles homonymes, voir Demicheli.
Tulio Demicheli, né Armando Bartolomé Demichelli le 15 août 1914 à San Miguel de Tucumán et mort le 25 mai 1992 à Madrid, est un réalisateur et scénariste hispano-mexicain d'origine argentine,.
Il débute au cinéma en collaborant avec Erwin Walfisch et Arturo Cerretani (es) dans l'adaptation du roman de Stefan Zweig Vingt-quatre heures de la vie d'une femme que Carlos Borcosque réalise en 1944. Il débute en tant que scénariste mais à partir de 1950, il s'est mis à simultanément scénariser et réaliser ses films. Dans les années qui suivent, on le censure en raison de ses différences politiques avec le péronisme. Il émigre donc en 1953 et poursuit sa carrière au Mexique d'abord et en Espagne ensuite, où il meurt le 25 mai 1992 d'un cancer,.

## Filmographie

### Réalisateur
- 1950 : Arrabalera (es)
- 1951 : Vivir un instante (es)
- 1952 : Sala de guardia
- 1952 : La melodía perdida (es)
- 1953 : La voz de mi ciudad (es)
- 1953 : Dock Sud (es)
- 1955 : Un extraño en la escalera
- 1955 : Más fuerte que el amor
- 1956 : Locura pasional (es)
- 1956 : Suprême Sacrifice (La herida luminosa)
- 1956 : Sublime melodía
- 1956 : La adúltera
- 1957 : Feliz año, amor mío
- 1957 : Bambalinas
- 1957 : Dios no lo quiera
- 1958 : Desnúdate, Lucrecia
- 1958 : Cuatro copas
- 1958 : Préstame tu cuerpo
- 1958 : Una golfa
- 1958 : Ama a tu prójimo
- 1958 : El hombre que me gusta
- 1959 : Las locuras de Bárbara
- 1959 : Charlestón
- 1959 : Carmen de Grenade (Carmen la de Ronda)
- 1960 : Hay alguien detrás de la puerta
- 1960 : El cielo dentro de la casa
- 1960 : El amor que yo te di
- 1960 : Navidades en junio
- 1961 : Mi noche de bodas (es)
- 1962 : Le Fils du capitaine Blood (El hijo del capitán Blood)
- 1962 : La Guerre des mômes (La banda de los ocho)
- 1964 : Los elegidos
- 1965 : La primera aventura
- 1965 : Duel à Rio Bravo (Desafío en Río Bravo)
- 1965 : 077 intrigue à Lisbonne (it) (Misión Lisboa)
- 1966 : Deux Garces pour un tueur (Nuestro agente en Casablanca)
- 1966 : La Femme perdue (La mujer perdida)
- 1967 : Un homme, un colt (Un hombre y un colt)
- 1970 : Dracula contre Frankenstein (Los monstruos del terror)
- 1970 : Arriva Sabata... (Reza por tu alma... y muere)
- 1972 : Les Deux Visages de la peur (Coartada en disco rojo)
- 1973 : Uno, dos, tres... dispara otra vez (it)
- 1973 : Ricco (Ajuste de cuentas)
- 1973 : Ella
- 1974 : Shoshena
- 1975 : Bienvenido, Mister Krif
- 1975 : Juego sucio en Panamá
- 1975 : Eva, ¿qué hace ese hombre en tu cama?
- 1977 : La llamada del sexo (es)
- 1978 : Préstamela esta noche
- 1980 : Ángel negro
- 1981 : Novia, esposa y amante
- 1982 : Los ojos de un niño
- 1983 : Con el cuerpo prestado
- 1983 : Los renglones torcidos de Dios (es)
- 1984 : El sexo de los ricos
- 1987 : El misterio Eva Perón (es)

### Scénariste
- 1944 : 24 horas en la vida de una mujer (es)
- 1945 : Amarga verdad (Chili)
- 1945 : Allá en el setenta y tantos
- 1945 : Cuando en el cielo pasen lista (es)
- 1946 : Celos (es)
- 1947 : Mirad los lirios del campo (es)
- 1947 : La secta del trébol (es)
- 1947 : El pecado de Julia (es)
- 1947 : La Chatte (La gata)
- 1948 : Dios se lo pague (es)
- 1949 : Con el sudor de tu frente (es)
- 1949 : Apenas un delincuente (es)
- 1950 : Lejos del cielo (es)
- 1950 : Arrabalera (es)
- 1951 : Mi vida por la tuya (es)
- 1951 : La comedia inmortal (es)
- 1951 : Vivir un instante (es)
- 1952 : La melodía perdida (es)
- 1953 : La voz de mi ciudad (es)
- 1953 : Dock Sud (es)
- 1955 : Un extraño en la escalera (Mexique)
- 1955 : Más fuerte que el amor (Mexique)
- 1956 : Locura pasional (es) (Mexique)
- 1956 : La herida luminosa (Mexique)
- 1956 : No me olvides nunca
- 1956 : Una lección de amor
- 1956 : Sublime melodía
- 1956 : La adúltera (Mexique)
- 1957 : La dulce enemiga
- 1957 : Bambalinas
- 1957 : Dios no lo quiera
- 1958 : Desnúdate, Lucrecia
- 1958 : Cuatro copas
- 1958 : Una golfa
- 1958 : Ama a tu prójimo (es)
- 1958 : El hombre que me gusta
- 1959 : Las locuras de Bárbara (Espagne)
- 1959 : Charlestón (Espagne)
- 1959 : Carmen la de Ronda (Espagne)
- 1960 : Hay alguien detrás de la puerta (Espagne)
- 1960 : Navidades en junio (Espagne)
- 1961 : Mi noche de bodas (es)
- 1965 : Duel à Rio Bravo (Desafío en Río Bravo)
- 1965 : 077 intrigue à Lisbonne (it) (Misión Lisboa)
- 1966 : Nuestro agente en Casablanca
- 1966 : La mujer perdida
- 1966 : El halcón y la presa (non crédité)
- 1967 : Un homme, un colt (Un hombre y un colt)
- 1967 : Le requin est au parfum (adaptation à la version espagnole)
- 1970 : Arriva Sabata...
- 1973 : También los ángeles comen judías
- 1974 : Escándalo
- 1975 : Simón y Mateo
- 1975 : Eva, ¿qué hace ese hombre en tu cama?
- 1977 : Convoy Buddies
- 1978 : Préstamela esta noche
- 1979 : Siete chicas peligrosas
- 1979 : Alejandra, mon amour
- 1982 : Los ojos de un niño
- 1983 : Con el cuerpo prestado (es)
- 1984 : Ya nunca más
- 1984 :  El sexo de los ricos
- 1987 : El misterio Eva Perón (es)

### Producteur
- 1964 : El señor de La Salle (es) (1964)
- 1965 : La primera aventura (1965)
- 1965: 077 intrigue à Lisbonne (it) (Misión Lisboa)
- 1966 : Nuestro agente en Casablanca

### Monteur
- 1949 : Apenas un delincuente (es)

### Assistant-réalisateur
- 1946 : Celos (es)